# Thérapie rationnelle-émotive
La thérapie rationnelle-émotive (abrégée parfois PCER, TCER, TREC, TER, en français; ou RT, RET puis TREC en anglais)  est une pratique psychothérapeutique empirique et directive, à fondements philosophiques, qui vise à soulager les individus souffrant de difficultés psychologiques (émotion et comportement). C'est une des principales formes de psychothérapie cognitivo-comportementale. Elle a été développée par Albert Ellis à partir de 1956 sous le nom de « rational therapy ». En 1959 cette méthode prit le nom de « rational emotive therapy » et en 1992 celui de « Rational Emotive Behavior Therapy » (TREC).

## Origine et histoire
Historiquement, les thérapies se sont d'abord intéressées aux aspects comportementaux, avec le courant behavioriste, puis aux aspects cognitifs via l'élaboration par Albert Ellis et Aaron Temkin Beck, dans les années 1950, de ce que l'on appelle aujourd'hui la deuxième vague des thérapies cognitivo-comportementales (TCC). La troisième vague des TCC, plus tardive, se focalise sur les aspects émotionnels.
Albert Ellis a suivi le même cheminement lorsqu’il a fondé la thérapie rationnelle puis la thérapie rationnelle émotive qui deviendra ensuite la thérapie rationnelle émotive comportementale.

### Principaux théoriciens
Albert Ellis, qui s'identifie lui-même comme le grand-père de la TCC, a fondé la théorie rationnelle émotive à partir de l'ouvrage "Reason and emotion in psychotherapy", publié en 1962, dans lequel il développe ce qu'il appelle au départ la thérapie rationnelle. Après avoir obtenu son doctorat en psychologie et avoir exercé pendant plusieurs années en tant que psychothérapeute d'orientation psychanalytique, il doute des résultats de son travail et se replonge alors dans la théorie des thérapies comportementales qui l'avaient aidé plus jeune. La TREC conçu par Ellis diffère des autres thérapies cognitives en cela qu'elle privilégie le côté humaniste qui repose sur l'idée que le but essentiel de la vie est le bonheur. L'élaboration de son modèle thérapeutique est une tentative de conciliation d'une approche scientifique du psychisme, accessible par un langage vulgarisé pour le profane. En l’occurrence, le vocabulaire thérapeutique qu'il développe va s'adapter à la culture et aux préoccupations de la classe moyenne blanche new-yorkaise des années 1960.
Sa théorie s'appuie sur l'idée que nos schémas de pensées irrationnels sont la principale cause de notre détresse émotionnelle. Cette idée rencontre de nombreuses résistances de la part des psychologues universitaires de l'époque. Hormis Rudolf Dreikurs, les psychologues contemporains d'Ellis sont principalement d'orientation "expérientielle" , "rogérienne"  (c'est-à-dire praticiens en psychologie humaniste de Carl Rogers) ou "comportementaliste". Albert Ellis est le premier clinicien à rédiger des écrits à l'attention d'un public profane qui trouve sa théorie utile dans la vie au quotidien. Ses écrits permettent aux lecteurs de faire des changements sur eux-mêmes en luttant contre leur philosophie négative et en œuvrant sur leur faible tolérance à la frustration. La plume prolifique d'Ellis et ses interventions publiques finissent par attiser la curiosité d'autres psychologues, qui petit à petit, vont expérimenter et s'adonner à de la recherche dans l'objectif de démontrer l'efficacité de la TREC.

### Influences
La pensée d’Albert Ellis s’est construite autour de nombreux concepts philosophiques et d’écrits d’auteurs plus modernes qui ont exercé une influence importante dans la formation de ses concepts.

#### Psychanalyse
Bien que formé à la psychanalyse, et avec une supervision avec Richard Hulbeck (formateur à l'institut Karen-Horney, et élève d'Hermann Rorschach), la pratique d'Ellis était dès le départ peu orthodoxe, particulièrement centrée sur les thématiques liées à la sexualité. Convaincu  que la psychanalyse était la forme la plus efficace de thérapie en 1947, il fait son analyse avec le groupe de Karen Horney, mais sa confiance dans la psychanalyse décroit rapidement.
En 1942, les écrits de Karen Horney sur ce qu’elle nomme « la tyrannie des exigences » et les dangers qui en résultent ont influencé la pensée d’Ellis qui reprendra cette notion considérant les exigences comme principale source de malheurs des êtres humains. Cependant, il se détachera peu à peu de la pratique de psychanalyse pour la rejeter dans son ensemble.
Il a eu à cœur d'élaborer une "psychanalyse opérationnelle" et notamment de traduire les concepts psychanalytiques qui lui semblaient pertinents en notions observables et opérationnalisables. Il prend par exemple la notion de libido. Ses échanges avec Michael Scriven, sont éclairants à ce sujet.

#### Philosophes de l'Antiquité
La philosophie stoïcienne constitue une source épistémologique influente concernant les thérapies cognitives. Albert Ellis attribue à Epictète une influence importante sur sa pensée quand il lit dans l’Enchiridion "Les hommes ne sont pas dérangés par les choses, mais par les opinions qu'ils en ont ".Cette citation met en évidence les liens entre émotions et pensées automatiques où les stoïciens prônent la domination de la passion par la raison. Cette recherche du bonheur se retrouve aussi chez Marc Aurèle ou encore Sénèque. Des aspects fondamentaux mentionnés dans la théorie d’Albert Ellis sont présents dans de nombreuses pensées traditionnelles comme la doctrine d’Épicure et chez les philosophes asiatiques comme Bouddha.  

#### Les comportementalistes
À 19 ans, en proie à de l'anxiété et de la timidité, Ellis lutte contre ses émotions autodestructrices à l'aide de lectures traitant de différentes techniques issues des thérapies comportementales, il s'appuiera sur les travaux des comportementalistes pour construire la TREC. Le conditionnement et les techniques comportementalistes sont alors utilisés comme un outil d'action sur ce qu'Ellis considère le plus important, c'est-à-dire les cognitions. En effet, Albert Ellis créé un lien entre le conditionnement théorisé par John Broadus Watson et l’auto conditionnement de croyances négatives qu'il qualifie de pensées irrationnelles (dogmatiques et absolues) par opposition aux pensées rationnelles (souples et relatives).

#### Logiciens
Pour développer sa théorie rationnelle émotive, Albert Ellis s'est appuyé sur différents logiciens, notamment Bertrand Russell qui soutient l'idée d'une philosophie rationaliste et qui s'appuie sur la logique pour éclaircir les problèmes philosophiques. Ainsi, la TREC se sert de la philosophie de l'humanisme éthique qui rejette la déification et la diabolisation des humains. De plus, les travaux des sémanticiens généralistes ont influencé Ellis, notamment avec l'idée que le langage a un fort pouvoir sur notre pensée et que nos processus émotionnels reposent fortement sur la manière dont nous organisons notre pensée par le langage. La pensée d'Alfred Korzybski a influencé Ellis dans le rôle que joue le langage et la logique sur notre cognition. En effet, les phénomènes de catégorisation et de généralisation, induits par le langage, enferment la pensée dans une apparente rationalité. Un exemple est le raisonnement binaire (A ou non-A) qui exclut du champ des possibles toute autre possibilité. Il s'agit également de distinguer les faits de leur interprétation, principe que l'on retrouvera dans le modèle théorique de la TREC.

## Modèle théorique
La philosophie est au cœur de la thérapie rationnelle émotive, car elle s’appuie sur une compréhension philosophique de la vie, guidant la thérapie. Albert Ellis oppose notamment la TREC à d'autres formes de TCC qui n'apprennent pas aux clients à penser par eux-mêmes, mais uniquement des solutions adaptatives (« coping statements »). Elle reprend notamment les idées des stoïciens, selon qui les événements externes ne causent pas directement les émotions des individus, mais plutôt les croyances et les pensées qu'ils en ont.
La TREC considère que les émotions sont liées à nos pensées, et que la thérapie doit se concentrer sur la modification de ces pensées pour améliorer le bien-être émotionnel des individus. Les praticiens de la TREC la considèrent comme une thérapie humaniste, en opposition avec les autres thérapies cognitives, en raison de l'importance qu'elle accorde au développement de l'autonomie et la responsabilité individuelle, ainsi que le principe d'acceptation inconditionnelle de soi-même et des autres.

### Les insights
Les "insights" ou connaissances essentielles de la TREC constituent les prises de conscience par lesquelles le patient doit passer pour avancer dans la thérapie. Les trois principales sont les suivantes :
- Les perturbations individuelles proviennent essentiellement de la perturbation créée par soi-même.
- Les perturbations commencent dans la petite enfance. Elles se maintiennent dans le temps car les individus continuent de s’inventer des devoirs et obligations, celles-là mêmes auxquelles ils étaient habitués dans leur jeunesse.
- Les habitudes destructrices de pensée, de sentiment et d'action sont généralement si enracinées qu'il n'y a probablement pas d'autre moyen que le travail et la pratique continus pour les minimiser et les atténuer[24].

Ces "insights" constituent des métacognitions au sujet des croyances et du fonctionnement cognitif de l'esprit humain. Ils ont été théorisés ultérieurement dans le cadre de la théorie des cadres relationnels (en) par Steven C. Hayes.
Pour Ellis, les principes de vie rationnels qui conduisent au bonheur sont les suivants:
- Intérêt pour soi-même
- Intérêt pour les autres
- Autonomie
- Acceptation de soi
- Tolérance à l'égard des autres
- Hédonisme à court et à long terme
- Engagement dans des activités et poursuites créatives et enrichissantes
- Prise de risque et expérimentation
- Tolérance élevée à la frustration et volonté
- Résolution de problèmes
- Pensée rationnelle et flexibilité

### Objectifs de la thérapie

#### Élaborer des cognitions, sentiments et comportements appropriés afin de réduire la souffrance psychique
Les objectifs de la TREC sont d'élaborer activement avec le client des cognitions, des sentiments et des comportements appropriés afin de réduire la souffrance psychique. En aidant les individus à comprendre leurs pensées irrationnelles et à les remplacer par des pensées plus rationnelles, le bien-être émotionnel et comportemental peut être amélioré. En effet, en agissant sur la réduction de la frustration, découlant de la non-satisfaction du désir, on peut augmenter le bonheur. Le terme "rationnel" dans la TREC ne renvoie pas à une approche logique ou philosophique. Il faudrait plutôt utiliser les adjectifs : adapté, sain, positif ou fonctionnel.

### Explications principales des pathologies et souffrances mentales
Dans la TREC, l'accent est davantage mis sur les croyances irrationnelles plutôt que sur les modes de fonctionnement cognitifs. Cependant, quelques modes de pensée dysfonctionnels sont soulignés, même s'ils sont beaucoup moins développés que dans d'autres thérapies comportementales et cognitives.

#### Généralisation excessive
Voir aussi : Distorsion cognitive#Généralisation excessive
La TREC rejoint l'approche d' Aaron Beck sur cette distorsion cognitive qui consiste à généraliser des faits de façon excessive et inappropriée. Les conclusions qui en sont tirées par l'individu sont fautives d'un point de vue logique et ont généralement un impact négatif sur les cognitions de l'individu.

#### La perturbation secondaire (ou seconde flèche)
La perturbation secondaire fait référence à la réaction émotionnelle négative que nous avons envers notre propre réaction émotionnelle initiale à un événement donné. Pour Albert Ellis, ce n'est pas tant l'événement lui-même qui cause notre détresse émotionnelle, mais plutôt notre interprétation, notre pensée à son sujet.

#### Les gains secondaires
La théorie des gains secondaires permet de comprendre des résistances au changement chez certains clients. Ils peuvent être inconsciemment poussés à maintenir des symptômes et comportements problématiques parce qu'ils obtiennent des "gains secondaires" de ces comportements.Cela peut être l'attention, la sympathie, l'aide ou le soutien des autres, ou bien l'évitement de responsabilités ou d'activités désagréables.
Cela peut être par exemple le cas quand on reste en couple avec un conjoint violent car la solitude semble être un mal bien pire. Cette explication du maintien de comportements nocifs pour l'individu existe déjà dans la psychanalyse.

#### Croyances fondamentales irrationnelles erronées
La TREC repose sur le postulat que les cognitions et croyances des individus ont une grande influence sur les buts et les valeurs qu'ils se donnent. Les cognitions, émotions et croyances sont dans la pratique entrelacées avec les comportements, on ne les trouve que rarement isolés les uns des autres.
Albert Ellis identifie, dès les débuts de l'élaboration de sa théorie, cinq croyances contreproductives fondamentales:
1. La croyance que l'on doit être aimé et approuvé de tout le monde
2. La croyance que l'on doit être parfait, compétent et réussir en toutes choses
3. La croyance que les événements négatifs du passé ou du présent nous affectent inévitablement et sont insupportables.
4. La croyance que nous avons besoin de quelque chose de spécifique ou d'une personne en particulier pour être heureux, et que nous serons malheureux sans cela
5. La croyance que les autres sont responsables de nos émotions négatives

Il les formule également sous l'appellation The Three Basic Musts, qu'il résume par le mot-valise « musturbation » :

I must do well and win the approval of others or else I am no good.  Other people must do "the right thing" or else they are no good and deserve to be punished.  Life must be easy, without discomfort or inconvenience. (Je dois bien faire et gagner l'approbation des autres, sinon je ne suis pas bon. Les autres doivent faire « la bonne chose », sinon ils ne sont pas bons et méritent d'être punis. La vie doit être facile, sans inconfort ni désagrément.)

#### Les causes
La TREC considère que ces modes de pensées et croyances fondamentales irrationnelles peuvent avoir une origine innée ainsi que comportementale.

##### Des explications biologiques
Pour Albert Ellis, les êtres humains ont une tendance biologique à penser de manière irrationnelle et dysfonctionnelle, ce qu’il affirme en s’appuyant sur ses observations des comportements humains, même pour ceux qui ont été éduqués de manière rationnelle. Pratiquement tous les humains présentent des comportements ou pensées irrationnels et autodestructeurs. On les retrouve dans de nombreux groupes sociaux et culturels. La prise de conscience des pensées, sentiments et comportements irrationnels n'aide que partiellement à les changer.

##### Un conditionnement dès l'enfance
La TREC est une théorie inspirée du behaviorisme qui accorde une part importante aux conditionnements pour expliquer les croyances et comportements des individus adultes. Selon les principes du conditionnement opérant, quand une action est suivie de conséquences qui sont perçues comme agréables et désirables par celui qui l’a posée, la probabilité que cette action soit répétée dans le futur s’en trouve accrue. Les comportements assimilés dans le cadre de l'éducation, en famille ou à l'école, pendant l'enfance, sont intégrés par les enfants puis reproduits de façon automatique une fois adulte. Une majorité de cet apprentissage s'effectue de manière inconsciente. Le courant behavioriste s'appuie sur ce principe afin d'opérer une modification des conditionnements nuisibles au client lors de la thérapie.

## Déroulement de la thérapie
- (en) Cet article est partiellement ou en totalité issu de l’article de Wikipédia en anglais intitulé « Rational emotive behavior therapy » (voir la liste des auteurs).

Selon la TREC traditionnelle, le thérapeute et le client décident ensemble d'objectifs thérapeutiques et ciblent une liste de problèmes sur lesquels travailler durant la thérapie. Les émotions, les comportements et les croyances sont évalués au regard des valeurs et des objectifs du client. Après avoir travaillé sur ses problématiques, le client apprend à généraliser les connaissances acquises et sa nouvelle vision des choses à d'autres situations pertinentes. Dans la plupart des cas, le thérapeute, après avoir examiné les différents problèmes cibles d'un client, va creuser afin d' examiner les croyances fondamentales plus profondément enracinées qui pourraient être à l'origine d'émotions et de comportements problématiques plus générales du client.
Tout au long du processus thérapeutique, le thérapeute utilise un large éventail de méthodes actives, multimodales et oppositionnelles. Au cœur de ces méthodes et techniques se trouve l'intention d'aider le client à remettre en question ses cognitions, ses émotions et ses comportements destructeurs et autodestructeurs. Les méthodes et techniques incorporent des méthodes cognitives, philosophiques, émotives et comportementales pour accompagner le client à déconstruire ses pensées et croyances irrationnelles et autodestructrices et à les remplacer par des pensées plus rationnelles et bénéfiques. La TREC explique que la prise en compte de ces pensées et leur compréhension ne suffisent malheureusement pas pour que les clients changent de manière significative leur vision des choses. Ils doivent identifier leurs croyances irrationnelles et autodestructrices et travailler activement pour les changer.
Le déroulement thérapeutique de la TREC inclut un large éventail de « devoirs » qui se présentent sous forme d'exercices variés à réaliser dans le quotidien. Les missions peuvent par exemple inclure des tâches de désensibilisation, c'est-à-dire en confrontant le client à la chose même dont il a peur. Ce faisant, le client agit activement contre la croyance qui contribue souvent de manière significative à la perturbation.
La TREC est généralement une thérapie brève et structurée où le thérapeute adopte une attitude active, directive car l'objectif du thérapeute est de rendre le client autonome pour la gestion de ses problématiques futures. Le client évolue alors vers l'acceptation inconditionnelle de soi, l'acceptation des autres et l'acceptation de la vie tout en s'efforçant de vivre une vie plus épanouissante et plus heureuse.
Pour résumer brièvement, les différentes étapes de la TREC se présenteront souvent comme suit :
- le thérapeute et le client définissent ensemble un objectif commun
- le client apprend à évaluer et à observer les conséquences émotionnelles et comportementales provoquées par la situation choisie
- le client analyse l'évènement activateur
- le thérapeute aide le client à faire le lien entre ses croyances et les conséquences émotionnelles et comportementales subies
- une discussion sur les pensées et croyances irrationnelles peut s'installer entre thérapeute et client
- la discussion laisse émerger des pensées irrationnelles en lien avec l'évènement activateur
- le client peut mettre en pratique de nouvelles pensées et appliquer les stratégies apprises (y compris en dehors des séances)[36]

### Déroulement d'une séance de TREC
Lors d'une séance de TREC le thérapeute va se placer en enseignant et en facilitateur et adopter une posture active et directive. Pour la réalisation de la  séance initiale le thérapeute privilégie l'approche éducative par des questions rhétoriques et l'utilisation d'enseignements didactiques qu'il illustre avec des exemples concrets. Ellis, expliquait souvent à ses clients quelles pensées sont à l'origine d'une réaction émotionnelle problématique et il remettait ensuite en question, par un discours rationnel, leurs croyances. Il proposait ensuite des pensées et actions alternatives. Le thérapeute en TREC se doit d'adopter un discours engagé et convaincant dans l'objectif de changer la perspective de ses clients. La TREC se déroule à la fois pendant les séances, mais aussi à l’extérieur du cabinet, puisque 75 % du temps le thérapeute propose à son client de réaliser des exercices entre les sessions. C'est par la répétition des techniques dans la vie de tous les jours (tâches prescrites par le thérapeute) que s'opèrent la majorité des changements chez le client qui suit une TREC.

### Techniques utilisées pendant les entretiens

#### Modèle ABCDEF
Dans la TREC, les clients apprennent généralement et commencent à appliquer cette prémisse en apprenant le modèle A-B-C-D-E-F de la perturbation et du changement psychologique. Les lettres suivantes correspondent aux différentes phases de la remédiation cognitive:
- A Adversité (événement externe)

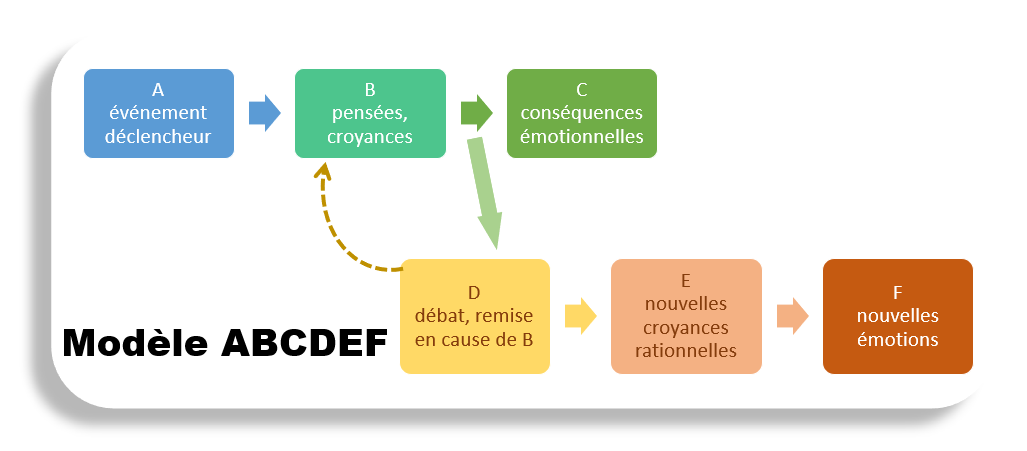
Modèle ABCDEF

- B Croyances irrationnelles au sujet de A
- C Conséquences émotionnelles
- D Débat avec le thérapeute afin de remettre en question B
- E Développement de nouvelles croyances rationnelles au service du bien-être du client
- F Développement de nouveaux sentiments en conséquence

Le modèle ABCDEF considère que ce n'est pas l'Adversité (A), aussi appelé élément déclencheur qui génère émotions et comportements inadaptés mais plutôt les pensées à propos de cet évènement (A). D'après la TREC, les croyances irrationnelles les plus fortes viennent des interprétations que chacun fait des évènements. Si les croyances (B) d'une personne sur l'élément déclencheur (A) sont rigides, fictives et dysfonctionnelles, il est fort probable que les conséquences émotionnelles (C) seront négatives et les pensées autodestructrices. À l'inverse, si les croyances (B) sont flexibles et constructives les conséquences émotionnelles (C) seront alors constructives et aidantes. La lettre D (Débat, remise en cause de B) du modèle permet quant à elle de questionner les fondations et preuves des croyances dans le réel. De ce travail de questionnement, et de remise en perspective des croyances irrationnelles de nouvelles croyances rationnelles peuvent alors émerger (E). Cette nouvelle perspective plus rationnelle peut permettre l'apparition de nouvelles émotions appropriées aux situations (F) initialement problématiques (A).
Voici un exemple d'application du modèle ABCDEF à une situation concrète :
- A (événement déclencheur) : Votre compagne vous annonce qu'elle rompt avec vous car elle a rencontré un autre homme.
- B (croyances irrationnelles à propos de l'évènement) : "Je n'ai aucune valeur, puisqu'elle ne veut pas de moi, personne ne voudra de moi, si je ne suis pas en couple je ne serais jamais heureux, etc."
- C (conséquences émotionnelles) : tristesse, abattement, sentiment dépressif et/ou colère
- D (remise en cause des idées irrationnelles): "Pourquoi j'aurais moins de valeur parce qu'elle a rompu avec moi ? Pourquoi je crois que je n'arriverais jamais à avoir une relation amoureuse épanouissante ? Pourquoi je me sens si mal quand je suis seul ? Est-ce que cette situation est vraiment si horrible que ça? Est ce que je ne peux vraiment pas le supporter ?
- E ( Nouvelles émotions): Vécu de déception et/ou tristesse " Je suis triste que cette belle relation se soit terminée mais ça ne fait pas de moi une personne nulle" ou vécu de frustration " Je n'apprécie pas qu'elle m'ait largué mais ça n'est pas si horrible que ça et ça ne veut pas dire que c'est une personne particulièrement méchante"[25].

#### Questionner l’irrationalité des pensées
Le questionnement est un des principaux outils de la TREC, le thérapeute vient aborder en entretien les croyances de son client afin que celui-ci puisse prendre conscience du caractère illogique et irrationnel de ses pensées. Le thérapeute utilise un questionnement didactique et humoristique avec l'apport de nombreux exemples, et s'attache à utiliser un vocabulaire identique à celui de son client pour se prémunir contre toute ambiguïté.
La méthode de questionnement des pensées se déroule en 3 trois phases :
1. Détecter les croyances irrationnelles et voir en quoi elles sont illogiques, irréalistes et non scientifiques
2. Débattre (disputing) des croyances irrationnelles et montrer au client comment et pourquoi elles ne tiennent pas la route
3. Distinguer les croyances irrationnelles des croyances rationnelles et changer les premières afin d'atténuer les conséquences de celles-ci

Albert Ellis compare cette méthode à la méthode hypothético-déductive utilisée dans les sciences. Ci-dessous, un exemple des questions principales employées par Ellis afin de déterminer si le mode de pensée de ses clients est rationnel ou irrationnel :
- Est-ce que ce que je pense est sensé et logique ?
- Est-ce que ce que je pense est vrai (« où sont les preuves ? ») ?
- Est-ce que ce que je pense m'aide à atteindre mes objectifs ?

Par ailleurs, pour que ses clients soient autonomes dans cette démarche de questionnement, Ellis a conçu un document applicatif inspiré du modèle ABCDEF qui peut être utilisé par les personnes pour remettre en question leurs croyances irrationnelles.

#### Modifier le vécu émotionnel
La TREC propose aussi des méthodes pour accélérer la modification du vécu émotionnel comme l'Imagerie Rationnelle Emotive (Rational Emotive Imagerie). Dans cette technique les personnes sont amenées à se visualiser dans une situation problématique mais au lieu de vivre la situation négativement elles doivent tâcher de vivre la situation de manière plus adaptative afin de se sentir mieux. Lors de la première visualisation, il est par exemple demandé au client de s'imaginer bouleversé et en colère dans le vécu d'une situation anticipée comme négative. Ensuite, lors de la seconde visualisation , le client doit tenter  d'imaginer la même situation qui se déroule différemment  (par exemple il s'imagine juste légèrement contrarié et moins affecté émotionnellement). L'imagerie rationnelle émotive peut être utilisée pour surmonter diverses problématiques émotionnelles que les personnes peuvent rencontrer dans leur quotidien.
Deux autres exercices sont utilisés par Ellis pour amener les personnes à adopter des croyances plus saines et cohérentes. Il s'agit d'exercices qui viennent questionner les ressentis honteux et la prise de risque (shame-attacking and risk-taking exercises). Ils sont principalement utilisées sur les personnes particulièrement sujettes à la honte et/ou à l'embarras ou qui ont peur de s'engager dans certaines activités par peur du rejet. Il s'agit de réaliser quelque chose de ridicule, de risqué, d' embarrassant, pouvant exposer à une situation d'échec, mais d'essayer de considérer cette action sous le prisme d'une nouvelle aventure excitante.
Exemples d'exercices :
- Promener une banane en laisse en été par un temps éclatant
- Porter des vêtements extravagants
- Entrer dans une pharmacie et commander une énorme quantité de préservatifs

Par leur application, ces exercices permettent de diminuer l'anxiété en construisant des preuves concrètes permettant aux personnes de remettre en perspective leurs pensées irrationnelles concernant l'échec, la désapprobation et le rejet des pairs.
Albert Ellis pensait par ailleurs que la majorité de nos vécus émotionnels intenses viennent des choses négatives que nous nous disons. Pour remédier à cela  il proposa l'utilisation d'auto-déclarations passionnées (passionate self-statements), c'est-à-dire la répétition, passionnée et vigoureuse de phrases rationnelles comme par exemple "Je peux supporter ça ! C'est un simple problème, ça n'est pas si grave". Ellis croyait qu'à force de répéter ce genre de phrases les personnes peuvent commencer à croire en elles et à se sentir mieux.

#### Modifier le comportement
La TREC encourage les personnes à faire des choses difficiles ou désagréables pour elles afin de sans cesse remettre en question leurs croyances irrationnelles. Dans cet objectif, Ellis avait pour habitudes de donner des "devoirs" axés sur l'acquisition de nouveaux comportements, afin que les personnes puissent trouver des preuves qui réfutent leurs croyances/pensées irrationnelles à propos des autres et d'eux-mêmes.
Ellis employait différentes méthodes pour accompagner ses clients à modifier leurs comportements :
- Des exercices de travail sur la honte et la prise de risques (shame-attacking and risk-taking exercises), ici aussi particulièrement indiqués comme méthodes pour remettre en question les comportements.
- Des exercices consistant à demander aux personnes de remettre à plus tard une gratification s'ils pensent être incapables de patienter
- Des exercices d'affirmation de soi (assertion training) afin de surmonter la timidité sociale
- Des exercices inspirés du conditionnement opérant de Burrhus Frederic Skinner pour motiver les personnes à penser, ressentir et agir différemment dans l'objectif de s'améliorer. En terme applicatif, cela consiste par exemple à proposer aux personnes de se récompenser lorsqu'elles changent de vieilles habitudes négatives et à se punir lorsqu'elles n'y parviennent pas. L'auto-récompense (self-reward) et l'auto-sanction (self-penalty) sont également utilisées pour motiver les gens à utiliser des méthodes de changement de pensée, de sentiment et de comportement au cours de la semaine. Prenons l'exemple d'une personne qui n'arrive pas à se mettre à faire une activité physique. Le thérapeute qui utilise le conditionnement opérant comme outil de la TREC propose à la personne d'évaluer le minimum qu'elle peut s'engager à faire chaque jour (par exemple marcher vingt minutes quotidiennement). Si la personne le fait chaque jour, elle se récompensera en faisant une action qu'elle apprécie (ici, jouer de la guitare), si elle ne le fait pas elle devra faire une action qu'elle n'apprécie pas (ici, passer l'aspirateur)[25].

#### L'utilisation de l'humour pour aider à la relativisation
Le thérapeute en TREC, à l'image d'Ellis est invité à pratiquer l'humour avec ses clients afin de les aider dans la rationalisation et la relativisation de leurs pensées et croyances dysfonctionnelles. Évidemment il ne s'agit pas ici, de critiquer ou de se moquer des personnes, car l'un des principes de base de la TREC consiste à accepter inconditionnellement les gens avec toutes leurs imperfections (en accord avec le principe d'acceptation inconditionnelle de la psychologie humaniste).
My therapeutic brand of humor consists of practically every kind of drollery ever invented – such as taking things to extremes, reducing ideas to absurdity, paradoxical intention, puns, witticisms, irony, whimsy, evocative language, slang, deliberate use of sprightly obscenity, and various kinds of jocular (Ma marque d'humour thérapeutique consiste en pratiquement tous les types de drôlerie jamais inventés - tels que pousser les choses à l'extrême, réduire les idées à l'absurdité, l'intention paradoxale, les jeux de mots, les mots d'esprit, l'ironie, la fantaisie, le langage évocateur, l'argot, l'utilisation délibérée d'obscénités vives, et divers types de plaisanteries).
Les propos volontairement provocants d'Ellis ont pour objectifs de percuter leurs destinataires et de les éclairer sur l’aberration que constituent leurs croyances irrationnelles. Il pense que cela permet de soulager les personnes de leur anxiété et de leur inertie. Prenons l'exemple de quelqu'un qui s'inquiète de ne pas avoir d'enfant. Ellis pourrait leur dire : « Vous en avez de la chance. Regardez tout l'argent que vous allez économiser ! Au moins vous n'aurez jamais d'enfants qui se droguent ! ». Ellis a également composé un certain nombre de chansons humoristiques qu'il utilisait souvent avec ses clients et dans ses conférences et ateliers. Voici par exemple les paroles d'une de ses chansons " I Wish I were not crazy " :
Oh, I wish I were really put together smooth and fine as patent leather! Oh, how great to be rated innately sedate! But I’m afraid that I was fated To be rather aberrated Oh, how sad, to be mad as my Mom and my Dad! Oh, I wish I were not crazy ! .Hooray! Hooray ! I wish my mind were less inclined To be the kind that’s hazy! I could agree to really be less crazy, But I, alas, am just too goddamned lazy ! (Oh, j'aimerais être vraiment lisse et fin comme du cuir verni ! Oh, comme c'est bien d'être considéré comme naturellement calme ! Mais j'ai peur d'être destiné à être plutôt aberrant Oh, quelle tristesse d'être fou comme ma mère et mon père ! Oh, j'aimerais ne pas être fou ! .Hourra ! Hourra ! J'aimerais que mon esprit soit moins enclin à être du genre flou ! Je pourrais accepter d'être vraiment moins fou, mais je suis, hélas, trop paresseux !)

## Aujourd'hui, le rayonnement de la TREC

### Travail de médiatisation
La personnalité clivante et parfois agressive d'Albert Ellis a contribué à la popularisation de la TREC, notamment aux États-Unis, où elle occupe encore aujourd'hui une place importante parmi les TCC. Sa notoriété est établie dans le champ de la psychologie, étant classé 60e en 2022 selon l'index bibliométrique disciplinaire du site Research.com.
C'est le premier clinicien à publier des textes et du contenu multimédia à destination du grand public, afin de répondre à une demande croissante dans l'Amérique d'après guerre du développement personnel. Les sessions de démonstration publique de psychothérapie du vendredi "Friday Night Live ! ", menées avec des participants volontaires tous les vendredis soirs à l'Institute for Rational Living par Ellis pendant 40 ans, ont fait de la TREC un spectacle pour le public et contribué à sa popularisation. Ces sessions sont toujours actives aujourd'hui et sont tenues par différents psychothérapeutes de l'Institut. Les talents en marketing d'Ellis ont souvent été mis au service de la TREC : participation à de nombreuses émissions de radio, diffusion de cassettes audio pour les formateurs et pour les particuliers, etc. Auteur prolifique, ayant écrit plus de 70 livres et 700 articles sur la question, il est aujourd’hui encore difficile de séparer la TREC de son fondateur.
Lucien Auger a œuvré pour traduire, diffuser les idées via des ouvrages de développement personnel dans le monde francophone et en particulier au Québec. Les textes d'Ellis et ses nombreuses interventions en public attirent finalement d'autres psychologues comme Aaron Temkin Beck, et permettent le formidable essor de la TREC. Dans les années 1970-1980, elle se place parmi les psychothérapies les plus populaires en Amérique du nord et occupe dès lors une place de choix au sein des thérapies cognitives et comportementales.

### Écoles et revues
Afin de développer la visibilité de la TREC, Albert Ellis fonde avec Paul Ellis, Robert Harper, Michael Feinstein, et Martin Wallace en 1959 l'Institute for Rational Living. En 1968, il est agréé par l'administration universitaire de l'État de New York comme institut de formation et dispensaire psychologique. Aujourd’hui, l’institut, rebaptisé "The Albert Ellis Institute", joue un rôle de promotion du modèle TREC et propose des formations à destination des psychologues ainsi que des prestations psychothérapeutiques pour les particuliers.  
Le réseau REBT a également été créé en 2006 pour promouvoir la TREC. Ce réseau est une organisation de presse, visant à fournir des informations, des essais pédagogiques en se basant sur les contributions d’Albert Ellis et le développement de sa thérapie. Au niveau académique, le Journal of Rational-Emotive & Cognitive-Behavior Therapy publie exclusivement sur la TREC mais son facteur d'impact est relativement faible ce qui implique une notoriété réduite.

## Critiques
Des critiques tant internes qu’externes au mouvement ont émergé, ciblant principalement la posture des thérapeutes, l’aspect scientifique de la thérapie, ou encore pointant du doigt ses limites.

### Critique sur les compétences personnelles
Albert Ellis fut considéré comme un thérapeute non conventionnel, à contre-courant de son époque. Il a régulièrement été critiqué pour son comportement agressif. Stephen Weinrach, proche d'Ellis, l’a qualifié d’ “abrasif, impatient, manquant des compétences sociales les plus basiques”. Il a également formulé cette critique à l’égard d’autres thérapeutes, notant que la TREC  pouvait attirer des praticiens manquant de certaines compétences sociales. Il écrit que les praticiens de la TREC  ont une approche plus abrupte, moins empathique que d’autres thérapeutes. Albert Ellis lui-même indiqua être “tout à fait d’accord” avec l’affirmation : “Chacun a le droit d’avoir mauvais caractère et d’être malveillant” ("Albert Ellis' rationality", 1973)[réf. souhaitée], ce qui va à l’encontre du Humanist Manifesto II, qu'il a cosigné et dans lequel il déclare : “Le futur des uns est lié d’une certaine façon à celui des autres”. Enfin, une autre critique de la TREC est que certains de ses praticiens ont une approche centrée uniquement sur l’individu et prennent peu, voire pas, en compte les différents déterminants sociaux impactant chaque individu au sein de la société.

### Critique sur la non-scientificité
La TREC  a également fait face à des critiques concernant sa scientificité. Une première critique concerne la testabilité de ses hypothèses sous-jacentes. Selon Frank Bond, professeur d'université en management et auteur d'articles sur l'ACT, et Windy Dryden, professeur d'université en psychologie, deux des quatre hypothèses centrales sur lesquelles repose la TREC  ne pourraient pas être testées : "The core and the primacy of the must". Pour tester ces hypothèses, il faudrait en effet pouvoir distinguer les cognitions des émotions et des comportements, ce que ne permet pas le principe d’interdépendance porté par la théorie TREC. De ce fait, il semble compliqué d'affirmer que les cognitions sont au cœur des dysfonctionnements psychiques et la pertinence des musts apparaît également difficilement mesurable.
Cette critique peut être mise en parallèle avec la façon dont est née et s’est propagée la TREC . Pour Cyril Franks, professeur émérite de psychologie de l'université de Rutgers, la TREC  est née d’une approche rationnelle, c’est-à-dire de la théorie, et non de données empiriques. Albert Ellis avait en effet deux possibilités : il pouvait soit tester, collecter les données et diffuser sa théorie une fois qu’elle eut fait ses preuves, soit médiatiser cette théorie en analysant les résultats au fur et à mesure. Ayant fait le second choix, Albert Ellis a montré que la pratique de la thérapie n’avait pas à être réservée aux psychiatres pour être efficace, ni à se cantonner au système psychanalytique. Néanmoins, si la recherche existe en parallèle, on peut interroger son intervention a posteriori.
Pour Richard Lee Wessler, la TREC  est même une "pseudo-science". Il met notamment en avant le manque de définition précise d'un des termes centraux du modèle, le "rationnel" et son pendant l'"irrationnel". La définition de ces termes par Ellis n'est pas stable dans le temps, l'irrationalité étant liée à la logique (les idées irrationnelles sont celles qui ne correspondent pas à la réalité), ou aux conséquences (les idées irrationnelles sont celles qui empêchent le client de mener à bien sa vie), ou encore aux musts (les idées irrationnelles sont celles qui émanent d'attentes grandioses, irréalistes).

### Les limites de la TREC

#### Un manque de prise en compte de la diversité
De nombreux travaux attestent de l’intérêt croissant porté à la considération des différences inter-individuelles dans l’accompagnement thérapeutique. Qu’il s’agisse de différences ethniques, sociales, de genre, ou d’orientation sexuelle, la volonté générale est de mieux prendre en compte ces différences dans le cadre d’une thérapie. Par contraste, Stephen Weinrach a relevé le manque de diversité dans les articles publiés dans le Journal of Rational-Emotive and Cognitive-Behavior Therapy entre 1989 et 1994. Albert Ellis lui-même, dans son ouvrage Homosexuality : Its Causes and Cure, considérait l’homosexualité comme une pathologie. Il reviendra sur sa position en 1976, après que l’American Psychiatric Association retire l’homosexualité des maladies mentales en 1973.
Cette exclusion s’explique par divers facteurs. D’une part, la TREC, de par son postulat humaniste, adopte un point de vue universaliste sur l’être humain alors même que ces thérapies ont été développées en Occident et ne prennent pas en compte d’autres points de vue. D’autre part, le caractère irrationnel des croyances, auxquelles s’attaque la TREC , est très dépendant des caractéristiques de la personne. Stephen Weinrach relate ainsi l’exemple d’une étudiante japonaise qui partagea à Albert Ellis sa peine à l’idée de décevoir les attentes de sa famille. Celui-ci ne prit pas en compte les différences interculturelles et les contraintes inhérentes à une culture baignée de valeurs collectives fortes (collectivisme).

#### La TREC , une thérapie fourre-tout?
La TREC, comme toute autre thérapie, n’est pas forcément l’approche la plus pertinente pour accompagner toutes les problématiques. Or, si les praticiens ont insisté sur la prise en charge très large que permettait cette théorie, ils ont été moins prolifiques sur ses limites et contre-indications. D’une part, les praticiens déclarent pouvoir prendre en charge de plus en plus de pathologies ; d’autre part, la définition même de la TREC  ne fait que s’élargir pour englober de plus en plus de pratiques.

## Alternatives
On distingue généralement trois vagues de thérapies cognitives et comportementales. La première correspond au courant comportementaliste (1950-1980), au sein de laquelle figure la thérapie TREC , tandis que la deuxième a vu émerger la révolution cognitiviste  (1980-1990). Depuis les années 1990 jusqu’à nos jours, on assiste à une vague dite “émotionnelle”, visant l'acceptation plutôt que la restructuration de pensées pathologiques.
Les nouvelles approches thérapeutiques ne s’attardent plus sur l’identification de biais cognitifs (ou distorsions cognitives) en tentant de les modifier, mais visent plutôt à développer une prise de conscience des émotions automatiques qui s’activent en présence d’une situation ou d’un objet social. Ces alternatives, telles que la réduction du stress basée sur la pleine conscience (Mindfulness-based stress reduction, MBSR en anglais) ou la thérapie d'acceptation et d'engagement ( Acceptance and commitment therapy ou ACT en anglais), proposent plutôt de reconnaître et d’accepter la présence de nos émotions, sans les laisser contrôler et dicter notre comportement.